# Roning under sommer-OL 2008 - Dobbeltsculler mænd
Konkurrencen i dobbeltsculler for mænd er en af disciplinerne ved roning under Sommer-OL 2008 og bliver afholdt fra 9. til 17. august på Shunyi olympiske ro- og kajakstadion.
| Dato                     | Tid         | Tid         | Runde            |
| Dato                     | Lokal       | Dansk       | Runde            |
| ------------------------ | ----------- | ----------- | ---------------- |
| Lørdag, 9. august 2008   | 17:00-17:30 | 11:00-11:30 | Indledende heats |
| Mandag, 11. august 2008  | 17:20-17:30 | 11:20-11:30 | Opsamlingsheat   |
| Onsdag, 13. august 2008  | 16:30-16:50 | 10:30-10:50 | Semifinaler A/B  |
| Onsdag, 13. august 2008  | 17:30-17:40 | 11:30-11:40 | Finale C         |
| Torsdag, 14. august 2008 | 17:40-17:50 | 11:40-11:50 | Finale B         |
| Lørdag, 16. august 2008  | 17:10-17:20 | 11:10-11:20 | Finale A         |

## Indledende heats
Kvalifikationsregler:
- 1-3 går videre til semifinaler A/B (SA/B)
- 4+ går videre til opsamlingsheat (O)

### 1. heat
| Plac. | Roere                                   | Land         | Tid     | Noter |
| ----- | --------------------------------------- | ------------ | ------- | ----- |
| 1     | Rob Waddell, Nathan Cohen               | New Zealand  | 6:24.32 | SA/B1 |
| 2     | Dzianis Mihal, Stanislau Shcharbachenia | Hviderusland | 6:27.18 | SA/B2 |
| 3     | Clemens Wenzel, Karsten Brodowski       | Tyskland     | 6:29.60 | SA/B1 |
| 4     | Bart Poelvoorde, Christophe Raes        | Belgien      | 6:31.84 | O     |
| 5     | Wes Piermarini, Elliot Hovey            | USA          | 6:39.37 | O     |

### 2. heat
| Plac. | Roere                             | Land           | Tid     | Noter |
| ----- | --------------------------------- | -------------- | ------- | ----- |
| 1     | Matthew Wells, Stephen Rowbotham  | Storbritannien | 6:26.33 | SA/B2 |
| 2     | Ante Kusurin, Mario Vekic         | Kroatien       | 6:27.38 | SA/B1 |
| 3     | Tõnu Endrekson, Jüri Jaanson      | Estland        | 6:27.95 | SA/B2 |
| 4     | Alexander Kornilov, Alexey Svirin | Rusland        | 6:44.46 | O     |
| 5     | Haidar Nozad, Hussein Jebur       | Irak           | 7:00:46 | O     |

### 3. heat
| Plac. | Roere                               | Land       | Tid       | Noter     |           |
| ----- | ----------------------------------- | ---------- | --------- | --------- | --------- |
| 1     | David Crawshay, Scott Brennan       | Australien | 6:21.39   | SA/B1     |           |
| 2     | Jean-Baptiste Macquet, Adrien Hardy | Frankrig   | 6:21.92   | SA/B2     |           |
| 3     | Luka Spik, Iztok Cop                | Slovenien  | 6:39.49   | SA/B1     |           |
| 4     | Martin Yanakiev, Ivo Yanakiev       | Bulgarien  | 6:45.03   | O         |           |
| 5     | Su Hui, Zhang Liang                 | Kina       | udelukket | udelukket | udelukket |

## Opsamlingsheat
Kvalifikationsregler:
- 1-3 går videre til semifinaler A/B (SA/B)
- 4+ går videre til finale C (FC)

| Plac. | Roere                             | Land      | Tid     | Noter |
| ----- | --------------------------------- | --------- | ------- | ----- |
| 1     | Alexander Kornilov, Alexey Svirin | Rusland   | 6:23.52 | SA/B2 |
| 2     | Bart Poelvoorde, Christophe Raes  | Belgien   | 6:24.01 | SA/B1 |
| 3     | Martin Yanakiev, Ivo Yanakiev     | Bulgarien | 6:24.70 | SA/B2 |
| 4     | Wes Piermarini, Elliot Hovey      | USA       | 6:26.05 | FC    |
| 5     | Haidar Nozad, Hussein Jebur       | Irak      | 6:52.71 | FC    |

## Semifinaler A/B
Kvalifikationsregler:
- 1-3 går videre til finale A (FA)
- 4+ går videre til finale B (FB)

### 1. semifinale A/B
| Plac. | Roere                             | Land        | Tid     | Noter |
| ----- | --------------------------------- | ----------- | ------- | ----- |
| 1     | David Crawshay, Scott Brennan     | Australien  | 6:21.50 | FA    |
| 2     | Luka Špik, Iztok Čop              | Slovenien   | 6:23.81 | FA    |
| 3     | Rob Waddell, Nathan Cohen         | New Zealand | 6:24.16 | FA    |
| 4     | Ante Kušurin, Mario Vekić         | Kroatien    | 6:24.89 | FB    |
| 5     | Bart Poelvoorde, Christophe Raes  | Belgien     | 6:26.91 | FB    |
| 6     | Clemens Wenzel, Karsten Brodowski | Tyskland    | 6:28.46 | FB    |

### 2. semifinale A/B
| Plac. | Roere                                   | Land           | Tid     | Noter |
| ----- | --------------------------------------- | -------------- | ------- | ----- |
| 1     | Jean-Baptiste Macquet, Adrien Hardy     | Frankrig       | 6:18.86 | FA    |
| 2     | Tõnu Endrekson, Jüri Jaanson            | Estland        | 6:21.11 | FA    |
| 3     | Matthew Wells, Stephen Rowbotham        | Storbritannien | 6:21.15 | FA    |
| 4     | Martin Yanakiev, Ivo Yanakiev           | Bulgarien      | 6:26.62 | FB    |
| 5     | Alexander Kornilov, Alexey Svirin       | Rusland        | 6:27.75 | FB    |
| 6     | Dzianis Mihal, Stanislau Shcharbachenia | Hviderusland   | 6:32.76 | FB    |

## Finaler

### Finale C
| Plac. | Roere                        | Land | Tid     | Noter |
| ----- | ---------------------------- | ---- | ------- | ----- |
| 1     | Wes Piermarini, Elliot Hovey | USA  | 6:33.15 |       |
| 2     | Haidar Nozad, Hussein Jebur  | Irak | 6:52.02 |       |

### Finale B
| Plac. | Roere                                   | Land         | Tid     | Noter |
| ----- | --------------------------------------- | ------------ | ------- | ----- |
| 1     | Dzianis Mihal, Stanislau Shcharbachenia | Hviderusland | 6:34.39 |       |
| 2     | Bart Poelvoorde, Christophe Raes        | Belgien      | 6:35.55 |       |
| 3     | Clemens Wenzel, Karsten Brodowski       | Tyskland     | 6:37.97 |       |
| 4     | Martin Yanakiev, Ivo Yanakiev           | Bulgarien    | 6:45.91 |       |
| 5     | Alexander Kornilov, Alexey Svirin       | Rusland      | 6:49.84 |       |
|       | Ante Kušurin, Mario Vekić               | Kroatien     | DNS     |       |

### Finale A
| Plac. | Roere                               | Land           | Tid     | Noter |
| ----- | ----------------------------------- | -------------- | ------- | ----- |
|       | David Crawshay, Scott Brennan       | Australien     | 6:27.77 |       |
|       | Tõnu Endrekson, Jüri Jaanson        | Estland        | 6:29.05 |       |
|       | Matthew Wells, Stephen Rowbotham    | Storbritannien | 6:29.10 |       |
| 4     | Rob Waddell, Nathan Cohen           | New Zealand    | 6:30.79 |       |
| 5     | Jean-Baptiste Macquet, Adrien Hardy | Frankrig       | 6:33.36 |       |
| 6     | Luka Špik, Iztok Čop                | Slovenien      | 6:33.96 |       |